# 韩士杰
韩士杰（英語：Charles Brooking Hannah，Brook Hannah，1874年9月28日—1961年1月14日）出生于澳大利亚维多利亚州海德堡，是一位澳式足球球员，曾效力于卡爾頓澳式足球會。
1897年从足球俱乐部退役后，韩士杰于1899年加入中国内地会，成为一名传教士，在中国传教。他在攻击外国基督教传教士的义和团事变中幸存下来，後驻扎四川保宁府（今閬中市），擔任聖公會華西教區主教莫如德的副會長。他传教长达50年之久，退休后和和他的妻子，英国出生的传教士May 住在英格兰皇家唐橋井（Tunbridge Wells）。1961年1月14日在那里去世。